# الکس براون (بازیکن فوتبال، زاده ۱۹۱۴)
الکس براون (انگلیسی: Alex Brown; ۲۱ نوامبر ۱۹۱۴ – ۸ اوت ۲۰۰۶) بازیکن فوتبال اهل بریتانیا بود.
از باشگاه‌هایی که در آن بازی کرده‌است می‌توان به باشگاه فوتبال منزفیلد تاون، باشگاه فوتبال بلیث اسپارتانس، باشگاه فوتبال دارلینگتون، باشگاه فوتبال هارتل پول یونایتد، باشگاه فوتبال اشینگتون، باشگاه فوتبال گیتزهد، باشگاه فوتبال چسترفیلد، و باشگاه فوتبال شروزبری تاون اشاره کرد.